# Wubetu Abate
Wubetu Abate (in amarico ውበቱ አባተ, Wəbätu 'Äbatä; 20 agosto 1966) è un allenatore di calcio ed ex calciatore etiope, tecnico della nazionale etiope.

## Carriera

### Allenatore
Il 25 settembre 2020 viene nominato nuovo CT della nazionale etiope succedendo ad Abraham Mebratu.
Il 30 marzo 2021 ottiene il pass per la coppa delle nazioni africane 2021 grazie al pareggio a reti inviolate fra Madagascar e Niger che rende ininfluente la sconfitta contro la Costa d'Avorio avvenuta poche ore prima.

## Palmarès

### Competizioni nazionali
Campionato etiope: 1 
Ethiopian Coffee: 2010-2011